# 1863 az irodalomban
Az 1863. év az irodalomban.

## Események
- Iașiban megalakul a Junimea nevű román irodalmi társaság, mely a 19. század utolsó harmadában Románia legbefolyásosabb intellektuális és politikai mozgalma volt

## Megjelent új művek
- George Eliot történelmi regénye: Romola
- Eugène Fromentin francia festő és író egyetlen regénye: Dominique
- Théophile Gautier regénye, Le Capitaine Fracasse (Fracasse kapitány), „amely a XVII. századi vándorkomédiások életét festi, mulatságosan.”[1]
- Nyikolaj Gavrilovics Csernisevszkij orosz író és kritikus börtönben írt regénye: Mit tegyünk? (Sto gyelaty?), a Szovremennyik című folyóiratban jelenik meg
- Lev Tolsztoj regénye: Kozákok (Казаки)
- Ernest Renan francia filológus, író, történész: Jézus élete (Vie de Jésus); a nyolckötetes Histoire des origines du christianisme (A kereszténység eredetének története, 1863–1883) első kötete

### Költészet

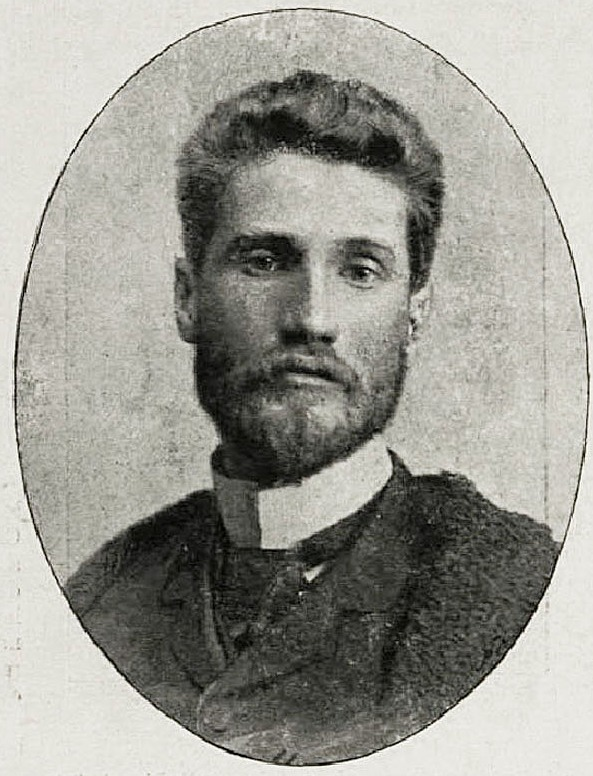
Justh Zsigmond

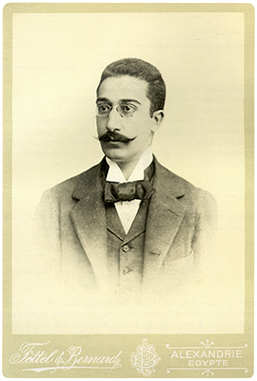
Konsztandínosz Kaváfisz

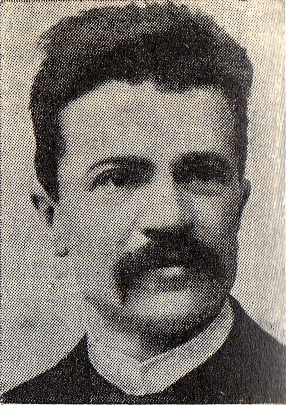
Kaarle Krohn

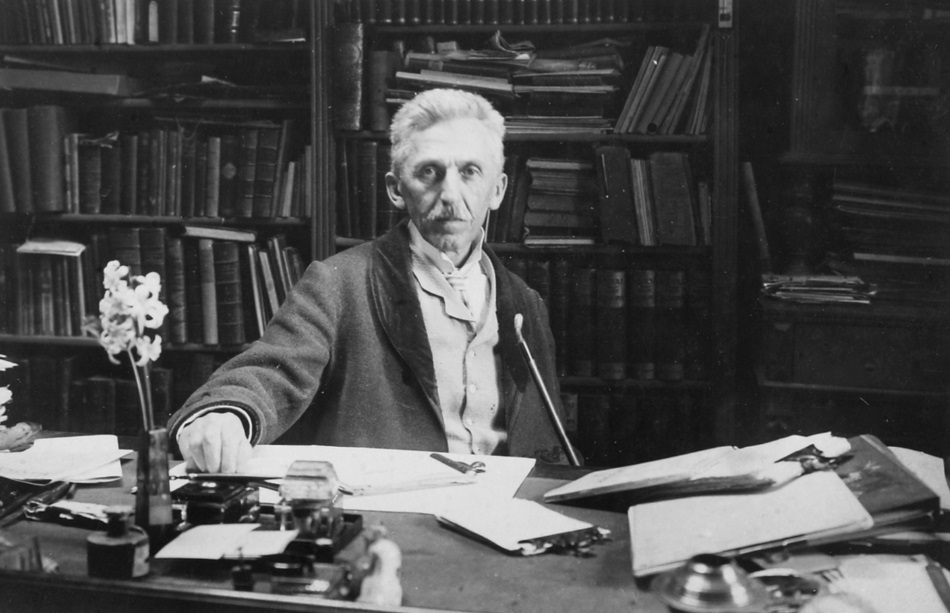
Gárdonyi Géza

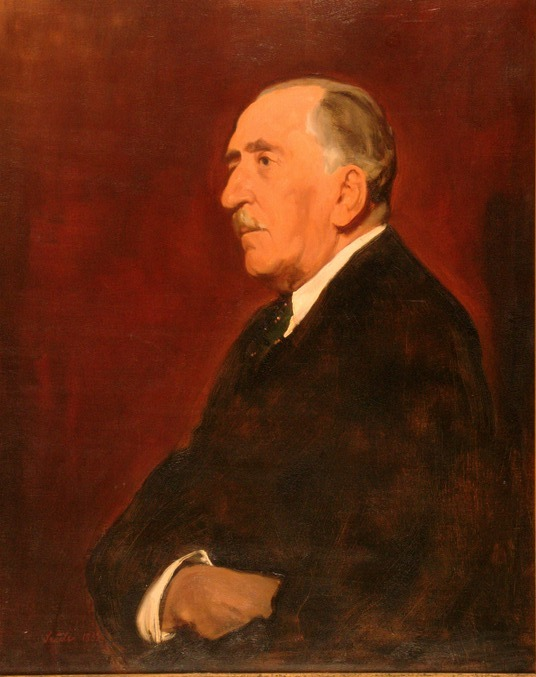
Herczeg Ferenc

### Magyar nyelven
- Megjelenik Arany János balladája: A walesi bárdok
- Jókai Mór regénye: Az új földesúr (három kötet; először a Pesti Napló 1862. évfolyamában jelenik meg)
- Vadrózsák, székely népköltési gyűjtemény I. kötet (Kolozsvár), szerkesztője Kriza János néprajzkutató, költő, műfordító, unitárius püspök
- Szigligeti Ede színművei nyomtatásban:
  - Béldi Pál, szomorújáték öt felvonásban
  - A mama, vígjáték három felvonásban (a Nemzeti Színház már 1857-től játszotta)
  - Fenn az ernyő, nincsen kas, vígjáték három felvonásban (a Nemzeti Színház már 1858-tól játszotta)
  - A lelenc, népies színmű négy felvonásban (bemutató, a Nemzeti Színház jutalmával kitüntetett pályamű); megjelent 1879-ben
- Molière vígjátékai Kazinczy Gábor fordításában (két kötet: Tartuffe, Fösvény, Dandin György.)[2] Ezzel elkezdődik a Kisfaludy Társaság kiadásában a Molière-darabok magyar fordításainak közreadása (1863–1883). Szász Károly később hat vígjátékot fordít magyarra

## Születések
- február 16. – Justh Zsigmond magyar író († 1894)
- március 12. – Gabriele D’Annunzio olasz költő, író, drámaíró, a dekadens irányzat fő képviselője az olasz irodalomban  († 1938)
- április 29. – Konsztandínosz Kaváfisz görög költő († 1933)
- május 10. – Kaarle Leopold Krohn finn folklorista, filológus, finnugrista, költő († 1933)
- június 10. – Louis Couperus holland költő, író († 1923)
- augusztus 3. – Gárdonyi Géza író, költő, drámaíró († 1922)
- szeptember 22. – Herczeg Ferenc író, színműíró, lapszerkesztő († 1954)
- július 23. – Bródy Sándor író, drámaíró († 1924)

## Halálozások
- március 27.  – Alfred de Vigny francia romantikus költő, író, drámaíró, műfordító (* 1797)
- szeptember 20. – Jacob Grimm német nyelvész, irodalomtudós, Wilhelm Grimm bátyja  (* 1785)
- október 12. – Andrei Mureșanu erdélyi román költő (* 1816)
- december 13. – Friedrich Hebbel német költő, drámaíró (* 1813)
- december 24. – William Makepeace Thackeray angol író (* 1811)